# 伊门丁根
伊门丁根是德国巴登-符腾堡州的一个镇。